# Bornwiesen bei Büdesheim

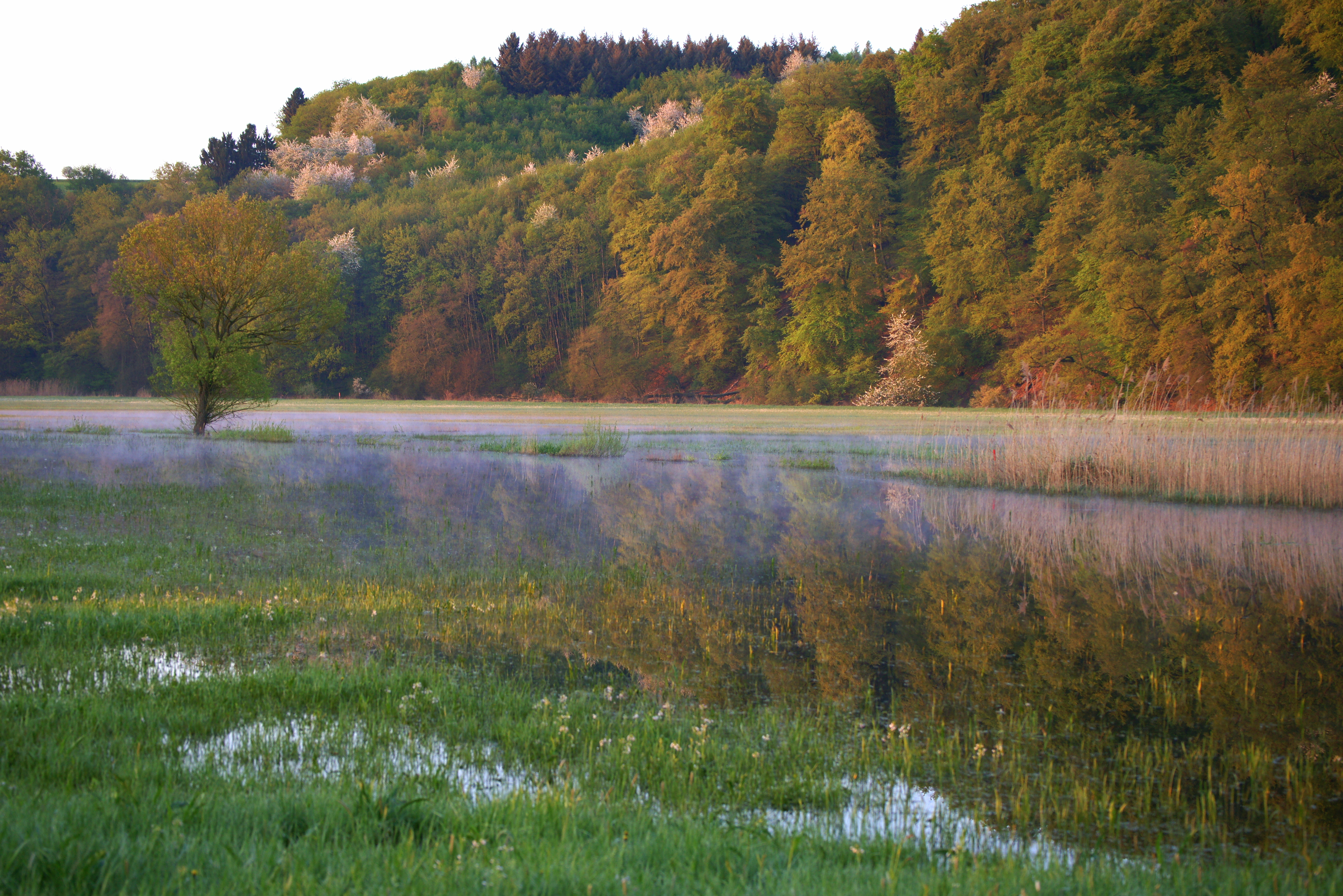
Nidder in den Bornwiesen

Die Bornwiesen bei Büdesheim sind ein Naturschutzgebiet auf dem Gebiet der Gemeinde Schöneck (Hessen) im Main-Kinzig-Kreis in Hessen. Das Naturschutzgebiet liegt nordöstlich des Schönecker Ortsteils Büdesheim, südwestlich der B 45 und östlich direkt an der B 521. Es wird durchflossen von der Nidder. Hindurch fährt die Niddertalbahn.

## Bedeutung
Das 34,09 ha große Gebiet mit der Kennung 1435062 ist seit dem Jahr 1990 als Naturschutzgebiet ausgewiesen.